# 塞尔维亚族民主党
塞尔维亚族民主党，波黑政党，总部位于巴尼亚卢卡。塞族民主党成立于1992年，创始领导人为拉多万·卡拉季奇。塞族民主党为塞尔维亚民族主义政党。现任领导人米尔科·沙罗维奇。

## 主要人物
- 拉多万·卡拉季奇
- 莫姆契洛·克拉伊什尼克
- 比利亚娜·普拉夫希奇
- 米洛拉德·埃克梅契奇，历史学家